# تهاجم ژاپن به کره (۱۵۹۸–۱۵۹۲)
تهاجم ژاپن به کره، جنگ ایمجین. چونگیو (به کره‌ای: 임진조국전쟁)، نبرد بونروکو-کیچو (به ژاپنی: 文禄・慶長の役 ぶんろく・けいちょうのえき) شامل دو عملیات جداگانه و در ارتباط با یکدیگر به رهبری تویوتومی هیده‌یوشی است: تهاجم اولیه در سال ۱۵۹۲ آغاز شد، سپس بعد از آتش‌بسی کوتاه در سال ۱۵۹۶، حملهٔ دوم در سال ۱۵۹۷ بار دیگر آغاز شد. این درگیری در سال ۱۵۹۸ با خروج نیروهای ژاپنی از کره به پایان رسید.

## دلایل حمله
در سال ۱۵۹۲ تویوتومی هیده‌یوشی به کره حمله برد تا پیش‌درآمدی برای هجوم به چین باشد. بنا بر فرضیه‌ها، دلایل بسیاری برای حملهٔ ژاپن به کره ذکر شده‌است. گفته می‌شود که هیده‌یوشی برای تحقق رؤیاهای ارباب فقید خود، اودا نوبوناگا برنامهٔ هجوم به چین را ریخته‌است. همچنین وی تلاش داشت تا با یک درگیری خارجی، از شورش داخلی و شورش سامورایی‌هایی که بعد از پایان جنگ داخلی بیکار شده بودند، در ژاپن جلوگیری کند. درگیری خارجی می‌توانست دولت تازه‌شکل‌گرفتهٔ او را در برابر دشمن مشترک متحد نگه دارد و مانع از این شود که دایمیو‌ها به علت جاه‌طلبی علیه حکومت هیده‌یوشی عمل کنند.
کونوئه نوبوتادا که همزمان با این جنگ می‌زیست نوشته‌است که هر چند طرح مقدمات این حمله در سال نو ۱۵۹۱ ریخته شده بود اما هیده‌یوشی تنها برادرش تویوتومی هیده‌ناگا را دو روز بعد از آن و تنها فرزندش تویوتومی تسوروماتسو را در ماه اوت همان سال از دست داد و دچار افسردگی و غم شدیدی شد. پس از این دو حادثهٔ غمبار، وی دچار افراط‌گری شد و عزم خود را جزم کرد که با حمله به چین دوران بازنشستگی خود را در خاک این کشور بگذراند. از آنجایی که اعلام حمله به کره درست بعد از مرگ پسر هیده‌یوشی بود، هایاشی رازان فیلسوف ژاپنی نوشته‌است که هیده‌یوشی برای فراموش کردن مرگ فرزند، خود را درگیر این جنگ کرد.

## زمینه
احتمالاً هیده‌یوشی بلافاصله پس از آن که به منصب کانپاکو (صدراعظم) در سال ۱۵۸۵ گمارده شد، طرح حمله به خارج از ژاپن را در نظر داشته‌است اما پس از فتح کیوشو در سال ۱۵۸۷، وی به این تصمیم جامهٔ عمل پوشاند. در آن سال، هیده‌یوشی به خاندان سو در تسوشیما (جزیره‌ای مابین ژاپن و کره) دستور داد تا با کره گفتگو کند. محتوای گفتگو این بود که کره باید تابع ژاپن شود و در فتح چین ژاپن را راهنمایی کند. اما خاندان سو که روابط تجاری عمیقی با کره داشتند نتوانستند نیت و خواست هیده‌یوشی را همان گونه که بود به کره منتقل کنند. بلکه ملازم این خاندان در کره اعلام کرد که هیده‌یوشی فرمانروای جدید ژاپن شده‌است و خواستار فرستادن سفیر از طرف کره برای عرض تبریک جهت وحدت ژاپن شد. در برابر چنین درخواستی مقامات کره چنین پنداشتند که هیده‌یوشی جایگاه خاندان امپراتوری ژاپن را غصب کرده و از فرستادن سفیر خودداری کردند. پس از مدتی هیده‌یوشی بار دیگر خواستار فرستادن نماینده از طرف کره شد. این بار سو یوشیتوشی به همراه دو ژاپنی دیگر از هاکاتا عازم کره شدند و خواستار فرستادن سفیر از طرف کره شدند. سرانجام در سال ۱۵۹۰ هیئتی به رهبری هونگ یون-گیل و معاون وی کیم سونگ-ایل و یک کره‌ای دیگر در قصر جوراکودای با هیده‌یوشی دیدار کردند. در این دیدار هیده‌یوشی که می‌پنداشت که پیام وی به مقامات کره رسانده شده و این هیئت تابع بودن کره را پذیرفته به آنان دستور داد که در نبرد علیه چین، ژاپن را راهنمایی کنند و خواست که این پیغام به شاه کره رسانده شود. از سال بعد هیده‌یوشی در ناگویا و کاراتسو ساخت قلعه را جهت ایجاد پایگاهی برای آغاز حمله آغاز کرد. سرانجام کونیشی یوکیناگا و سو یوشیتوشی پیغام هیده‌یوشی مبنی بر راهنمایی کره در نبرد با چین را به این صورت به کره‌ای‌ها رساندند که ژاپن قصد حمله به چین را دارد و خواستار این است که کره راه‌های عبور به چین را به ژاپن قرض دهد. کره این درخواست را نپذیرفت. برای سده‌ها، کره باجگذار (باج مالیاتی است که پادشاهان بزرگ از پادشاهان زیردست می‌گیرند) چین بود و در این مقطع آمادگی از بین بردن روابط خود با چین را نداشت بنابراین درخواست ژاپنی‌ها را به صراحت رد کرد. سئونجو، چهاردهمین پادشاه سلسلهٔ چوسون که نگران نقشه‌های هیده‌یوشی بود، فرستادگانی را به ژاپن گسیل داشت و کوشید تا از نیات واقعی او آگاه شود اما این فرستادگان با گزارش‌هایی ضد و نقیض بازگشتند به هر روی سئونجو ترجیح داد تا به گزارش‌ها مبنی بر تمایل نداشتن هیده‌یوشی به حمله به کره دل خوش کند. در نتیجه هیچ گونه آمادگی نظامی‌ای برای دفاع از شبه جزیره کره انجام نشد.

### ارتباط با کره
در سال ۱۳۹۲، ژنرال تائجو چوسان با انجام‌دهی یک کودتای موفقیت‌آمیز، قدرت سیاسی را در کره از یو از گوریو ستاند. پیروان تائجو چوسان او را ناچار به گرفتن تاج کردند، بنابراین یک سلسلهٔ جدید بنام پادشاهی چوسون ایجاد کردند. رژیم جدید در جستجوی توجیهی برای حاکمیت خود با توجه به نبود خون سلطنتی در رگ‌های فرمانروایان تازه بود. چین رژیم جدید را به رسمیت شناخت و پادشاهی چوسون ادغام در سیستم انشعاب سلطنتی چین را در چارچوب فرمان آسمان دریافت کرد. در چارچوب این سیستم، چین نقش «برادر بزرگ» را به عهده گرفت، و کره بالاترین مقام را در ایالت‌های باج‌گذار چین حفظ کرد. کشورهای دیگر باج‌گذار چین همچنین شامل پادشاهی ریوکیو، ویتنام، تایلند و لائوس بودند.
در سال ۱۴۰۲، به شوگون آشیکاگا یوشی‌میتسو که علی‌رغم این که امپراتور ژاپن نبود ولی درعمل حاکم ژاپن بود، از طرف امپراتور چین لقب «پادشاه ژاپن» اعطا شد و برای مدت کوتاهی تا زمان مرگ آشیکاگا یوشی‌میتسو در سال ۱۴۰۸، ژاپن یکی از شاخه‌های رسمی خاندان مینگ بود. این رابطه در سال ۱۵۴۹ زمانی پایان یافت که ژاپن، برخلاف کره، تصمیم گرفت به رسمیت شناختن سلطهٔ منطقه‌ای چین را پایان دهد و مأموریت‌های ادای احترام را لغو کند. یوشیمیتسو اولین و تنها حاکم ژاپنی در اوایل دورهٔ مدرن بود که عنوان چینی را پذیرفت. عضویت در سیستم باج‌گذاری چین پیش‌شرط هرگونه مبادلهٔ اقتصادی با چین بود و با خروج از این سیستم، ژاپن رابطهٔ تجاری خود را با چین کنار گذاشت.
هزار سال قبل، دودمان سوئی و دودمان تانگ چین روابط سیاسی و تجاری نزدیکی با سه پادشاهی کره داشتند. به همین ترتیب، دودمان مینگ چین با پادشاهی چوسون روابط تجاری و دیپلماتیک نزدیکی داشت که در سیستم باج‌گذاری چین ادغام شده بود.
مینگ چین و پادشاهی چوسون اشتراکات زیادی داشتند. هر دو در طی سدهٔ چهاردهم، پس از پایان سلسلهٔ یوان ظهور کردند، آرمان‌های کنفوسیوس‌گرایی را در جامعه پذیرفتند و با تهدیدهای مشابهِ مردم جورجی و دزدان دریایی واکو روبرو بودند. هر دو دارای جناح‌های سیاسی داخلی رقابتی بودند، که بر تصمیمات گرفته‌شده در قبل و در طول جنگ تأثیر می‌گذاشت. به دلیل تجارت نزدیک و دشمنان مشترک، پادشاهی چوسون و مینگ اتحاد دوستانه‌ای داشتند.

## نخستین حمله، نبرد بونروکو

نقشه حمله به کره

در مارس ۱۵۹۲، هیده‌یوشی حدود ۱۶۰٬۰۰۰ سرباز را در نه گروه سامان داد و آنها را به کره فرستاد. در تاریخ ۱۲ آوریل، کونیشی یوکیناگا و سو یوشیتوشی همراه با نخستین گروه در بوسان پیاده شدند، و برای آخرین بار خواست قرض دادن جاده برای عبور را به کره ای‌ها ابلاغ کردند، اما پاسخی نگرفتند، آنها قلعه بوسان را فتح کردند. بدین ترتیب اولین حمله به کره آغاز شد. پس از این، نیروهای کاتو کیوماسا و کورودا ناگاماسا حمله را آغاز کردند و سه هفته بعد از ورود به کره در تاریخ ۳ ماه مه، پایتخت کره هانسونگ (سئول) سقوط کرد و پادشاه کره از پایتخت فرار کرد. در این زمان فرماندهان نیروهای ژاپنی در تمامی خاک کره پخش شدند. هدف آنان استحکام بخشیدن به تمامی خاک کره به عنوان پایه‌ای برای فتح چین و تأمین امنیت جاده‌ای از بوسان به طرف چین و همچنین اقامتگاه سپاهیان ژاپنی بود. برای این منظور، سیاست سرزمین اشغال شده را برای کشت کشاورزان کره ای اتخاذ کردند و بدین ترتیب برنج برداشت شده توسط کشاورزان به مصرف سربازان ژاپنی می‌رسید و کسانی که مخالف ارتش ژاپن بودند مجازات می‌شدند. در استان هامگیونگ، فرمانده ژاپنی نابه‌شیما نائوشیگه کشاورزان را به گروگان گرفته و به زندان می‌انداخت و برنج مورد نیاز سربازان را از آنها می‌گرفت.

### مقاومت کره
بتدریج نیروهای مقاومت در مردم کره به شکل ارتش صالح ایجاد شد. از طرف دیگر نیروی دریایی کره به رهبری یی سون شین نیروی دریایی ژاپن را شکست داد و مسیر رساندن مهمات و آذوقه را از راه دریا به سربازان ژاپنی قطع کرد. در طی اولین سال تهاجم ژاپن دریاسالار یی سان در ۱۰ نبرد دریایی پیروز شد و تلفات زیادی به نیروی دریایی ژاپن وارد کرد. در نبرد اوکپو، اولین پیروزی او، ۳۱ فروند از ۵۰ فروند کشتی ژاپنی غرق شد درحالی‌که تلفات کره ای‌ها چند نفر مجروح بود. در ۵ نبرد بعدی ژاپن ۸۳ فروند کشتی و کره تنها ۱۱ ملوان از دست دادند. دو نبرد بعدی، نبرد جزایر هانسان، ۴ روز به طول انجامیدند. در این نبردها ژاپن ۱۱۰ فروند کشتی و ۲۵۰ ملوان را از دست داد. تلفات کره ای‌ها حیرت‌آور بود؛ ۱۹ ملوان. در نبرد پوسان پو دریاسالار یی با ۹۲ فروند کشتی خود به مصاف ۴۷۰ فروند کشتی دشمن رفت و ۱۰۰ فروند از آنها را غرق کرد درحالی‌که تنها ۷ نفر تلفات داده بود. چند ماه بعد، ناوگان ژاپن در آونگ پو منهدم شد و دریاسالار به سرفرماندهی ناوگان استان جنوبی سوم رسید.
باید اشاره کرد که اگرچه از حیث تعداد برتری با ناوگان ژاپن بود اما آنها حریف نیروی دریایی برتر کره نبودند. ناوگان ژاپن بیشتر از کشتی‌های تجاری تشکیل شده بود که خدمه آنها را دزدان دریایی سابق تشکیل داده بودند. این افراد آموزش کافی برای چنین رزمی ندیده بودند و کشتی‌هایشان برای این نبردها به خوبی مسلح نشده بود. همچنین فرماندهان ژاپنی با وضعیت سواحل جنوب کره آشنا نبودند که این امر آنها را از مانورهای مناسب بازمی‌داشت. از طرف دیگر نیروی دریایی کره از کشتی‌هایی استفاده می‌کرد که بر اساس تجربه ده‌ها سال مبارزه با دزدان دریایی ساخته شده بودند. خدمه و فرماندهان کره ای به خوبی آموزش دیده بودند و با جزر و مد و جریانهای آبی و موانع زیر آبی منطقه به خوبی آشنا بودند.
تحت فرماندهی دریاسالار یی سان، نیروی دریای کره قادر بود تا خطوط مواصلاتی ژاپنی‌ها را قطع کند. کنترل تنگه تسوشیما و تعدادی از جزایر در طول سواحل جنوبی کره، قسمتی اساسی از استراتژی تهاجمی هیده‌یوشی بود. کنترل این نواحی سبب می‌شد تا ژاپن به دریای زرد دسترسی داشته باشد و قادر باشد تا سربازانش را در سئول و پیونگ یانگ از طریق دریا تغذیه کند و همچنین یک خط ارتباطی سریع بین سربازان ژاپن در جبهه شمالی و جبهه جنوبی از طریق دریا ایجاد کند. با تسلط کره‌ای‌ها بر آب‌های ساحلی خود ژاپن ناچار بود تا نیروی دریایی خود را برای دفاع از خط لجستیکی باریک بین کیوشو و پوسان بگمارد و پشتیبانی از جبهه شمالی را با استفاده از یک جاده نامطمئن از مرکز کره انجام دهد. این روش نیاز به نیروی انسانی بیشتری داشت و خطوط تدارکاتی ژاپنی‌ها همواره در معرض شبیخون کره‌ای‌ها بودند.
با گذشت ۳ ماه از آغاز جنگ سربازان ژاپنی شبه جزیره کره را از پوسان در جنوب تا رود یالو در شمال درنوردیدند و شهرهای بزرگی چون سئول و پیونگ یانگ را اشغال کردند. ارتش در محاصره کره، بدون داشتن فرماندهی و روحیه، به صورت جدا جدا و سازمان دهی نشده در تمام کشور پخش شده بودند. برای مدتی کره به صورتی حیاتی بدون دفاع مانده بود. از اینجا به بعد بود که نبردهای چریکی در تمام کره آغازشد. هر کس که توان جنگ داشت به دار و دسته‌های چریکی که در مناطق مختلف تشکیل شده بود می‌پیوست. اینان به شمشیر و دیگر سلاح‌های سبک مسلح بودند و صدها دسته این چنین در کره تشکیل شد.
آنها با استفاده از تاکتیکهای «بزن در رو» بارها و بارها به کاروان‌های تدارکاتی و ستون‌های نظامی ژاپن حمله کردند. در اواخر ۱۵۲۹ چریک‌های کره‌ای ژاپنی‌ها را از بسیاری از شهرها و روستاها بیرون کرده بودند. این چریکها به نیروهای نظامی منظم ملحق می‌شدند و تهدید بیشتری برای ژاپن به وجود می‌آوردند. این حرکات چریکی تأثیر پیروزی‌های اولیه ژاپن را از بین برد و آنها را ناچار ساخت تا در لاک دفاعی فرو بروند.
با موفقیت حملات چریکی کره ای‌ها ارتش منظم دودمان مینگ هم وارد کارزار شد. پس از بارها درخواست شاه کره سئونجو چینی‌ها بالاخره راضی شدند تا به کمک کره‌ای‌ها بیایند. چینی‌ها به این دلیل به کره کمک کردند که کره در آن دوران کشوری خراج‌گذار چین محسوب می‌شد. همچنین تهدید ورود ژاپنی‌ها به خاک چین را نمی‌توانستند ندیده بگیرند. اولین ارتش چین به استعداد ۳۰۰۰ سرباز برای بازپس‌گیری پیونگ یانگ حرکت کرد اما به راحتی توسط مدافعان ژاپنی در هم کوبیده شد. چینی‌ها دریافتند که وضعیت در کره بسیار جدی تر از آن است که فکر می‌کردند و شروع به جمع‌آوری یک نیروی بزرگ رزمی کردند.
در ژانویه ۱۵۹۳، ارتش مینگ شاخه‌ای از سپاه ژاپن به رهبری کونیشی یوکیناگا را در پیونگ یانگ شکست داد و به سمت جنوب به سمت هانسونگ (نام قدیم سئول) حرکت کرد. سپس ارتش ژاپن در نبرد بیوکجه‌گوان (نبرد هکیتیکان) ارتش مینگ را که تا اطراف هانسونگ (سئول) پیشروی کرده بود، را شکست داد. (در این زمان گردان کونیشی یوکیناگا در هانسونگ (سئول) مستقر بود). پس از آن، مذاکرات صلح بین ارتش مینگ، که اراده خود را برای جنگ از دست داده‌است، و ارتش ژاپن که از کمبود غذا رنج می‌برند، آغاز شد. کونیشی یوکیناگا و ایشیدا میتسوناری درگیر مذاکرات صلح با دودمان مینگ بودند و با شن ویجینگ، هماهنگ‌کننده صلح و نماینده مینگ تبانی کردند و به دروغ گفتند که تویوتومی هیده‌یوشی به دودمان مینگ تسلیم می‌شود. دودمان مینگ نیز بر این اساس پیمان صلح را بست. در این زمان، نایتو جوآن، به عنوان یک نماینده و پیام رسان ژاپنی به پکن، پایتخت مینگ رفت.

### مذاکرات صلح

هشت استان کره در پادشاهی چوسان

در ۲۸ ژوئن ۱۵۹۳، ژاپن مذاکرات صلح را به‌طور رسمی آغاز کرد. کره‌ای‌ها کاملاً با صلح مخالف بودند، اما ارتش مینگ مذاکرات با کره را نادیده گرفت و بدون آنان با طرف ژاپنی مذاکرات را آغاز کرد. دولت کره حق صحبت در مذاکرات را نداشت؛ اما اعتراض داشت. در این زمان دو نفر از فرماندهان چینی دو نفر از زیردستان خود را برای مذاکره با ژاپن فرستادند و به دروغ آنان را نماینده امپراتور چین معرفی کرده و به هیده‌یوشی اینطور وانمود شد که آنان حاوی پیام معذرت‌خواهی چین هستند. هیده‌یوشی در ۱۵ ماه مه در ناگویا شرایط صلح را در هفت ماده تنظیم کرد:
1. فرستادن یکی از دختران امپراتور چین جهت ازدواج به دربار ژاپن
2. احیای تجارت کانگو
3. ردوبدل کردن سوگندنامه مابین وزرای چین و ژاپن
4. واگذاری چهار استان در جنوب کره به ژاپن
5. آزادی دو شاهزاده کره‌ای، شاهزاده ایمهه و شاهزاده سونوا که توسط ژاپن اسیر شده بودند
6. فرستادن یک یا دو گروگان از خانواده سلطنتی یا بزرگان کره به ژاپن
7. قولی مبنی بر اینکه از این پس وزرای کره از ژاپن سرپیچی نکنند

سپس توصیه کرد که این شرایط توسط کونیشی یوکیناگا و ایشیدا میتسوناری بازنویسی شده و به چین ابلاغ شود. در ۲۸ ژوئن کونیشی یوکیناگا ملازم خود نایتو جوآن را برای رساندن شرایط هفت ماده ای به پکن فرستاد و در اواسط ماه ژوئیه دو شاهزاده اسیر کره‌ای را آزاد کرد. اما از سویی قبول چنین پیشنهادهایی توسط چین غیر عملی بود و از سویی دیگر چین مصرانه سندی را درخواست می‌کرد که تسلیم هیده‌یوشی را نشان دهد، به همین علت کونیشی یوکیناگا پیغامی دروغین از طرف هیده‌یوشی به دودمان مینگ فرستاد که در آن عنوان شده بود که ژاپن هیچ خواسته‌ای از چین ندارد و پس از صلح با کره به تابعیت دودمان مینگ درخواهد آمد. از سوی دیگر در ماه اوت از اوساکا خبر رسید که همسر هیده‌یوشی، یودو-دونو زایمان کرده‌است و فرزند او پسر است. پس از این خبر هیده‌یوشی دیگر به چگونگی مذاکرات صلح توجه چندانی نشان نداد و در ۱۳ ماه اوت از قلعه ناگویا، برای دیدن نوزاد (تویوتومی هیده‌یوری)، به قلعه اوساکا بازگشت.
پس از چند سال تأخیر در پاییز سال ۱۵۹۶ هیئت صلح چینی با پاسخی از جانب امپراتور بازگشت. امپراتور چین به هیده یوشی لقب «پادشاه ژاپن» را داده بود و ژاپن را به عنوان خراج گذار چین به رسمیت شناخته بود بدون اینکه به شرایط ژاپن توجهی کرده باشد. این جواب هیده یوشی را سخت خشمگین کرد و سبب شد تا وی نقشه تهاجم دوم به کره را طراحی کند.
در سال ۱۵۹۶ از طرف دودمان مینگ نامه‌ای توسط هیئت صلح چینی به ژاپن فرستاده شد که در آن ژاپن به عنوان یک کشور تابع مورد خطاب گرفته بود. امپراتور چین، ژاپن را به عنوان خراج‌گذار چین به رسمیت شناخته بود. این نامه مورد خشم شدید هیده‌یوشی شد.

## دومین حمله، نبرد کیچو
هیده‌یوشی با عصبانیت که خواسته‌های وی کاملاً نادیده گرفته شده، در سال ۱۵۹۷ سربازان را به کره فرستاد، و باعث حمله دوم شد. هدف از حمله دوم فتح نبود بلکه به دست آوردن تسلط بر چهار ایالت در جنوب کره بود. در طی حمله دوم قتل‌عام مردم کره، بریدن بینی و گوش و فرستادن اسیران جنگی کره به اجبار به ژاپن، ظلم وحشتناکی به مردم کره وارد کرد. با این حال، مقاومت طرف‌های مینگ و کره ای قوی بود و بیشتر سربازان ژاپنی که به کره جنوبی حمله کردند، در خط ساحلی کره میخکوب شدند. در همین حال، با مرگ هیده‌یوشی در اوت ۱۵۹۸، ارتش ژاپن شروع به عقب‌نشینی از کره کرد و در نوامبر همان سال، جنگ هفت ساله پس از عقب‌نشینی کامل ژاپن پایان یافت.

## گروه‌بندی نیروهای ژاپنی

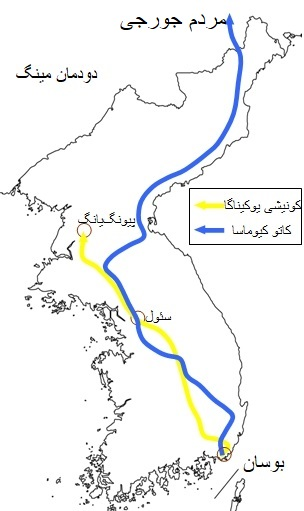
مسیر حرکت کونیشی یوکیناگا و کاتو کیوماسا در تهاجم ژاپن به کره در سال ۱۵۹۲ (میلادی)

هسته این ارتش تعداد زیادی سامورایی بودند که سواران و سربازانی نمونه بودند، افرادی که سال‌های طولانی جنگ داخلی آنها را بسیار جنگ آزموده کرده بود. باقی این ارتش را سربازانی که بیشتر محلی‌های ولایت‌های گوناگون بودند تشکیل می‌داد. این ارتش به خوبی آموزش دیده بود و به توپ و تفنگ‌های فتیله‌ای و شمشیرهای بلند مجهز شده بود و البته توسط فرماندهانی لایق فرماندهی می‌شد. این فرماندهان در واقع دایمیوهای ولایت‌های گوناگون بودند که سوگند وفاداری به هیده‌یوشی خورده بودند. سامورایی‌های توکوگاوا ایه‌یاسو در واقع هرگز در تهاجم به کره شرکت نکردند. هر چند، خود ایه‌یاسو به عنوان یک مشاور نظامی به دستور هیده‌یوشی به کیوشو احضار شد. ایه‌یاسو پس از احضار به همراه نیروهایش در کیوشو، به عنوان سربازان ذخیره جهت لشکرکشی به کره برای پنج سال باقی ماندند.

## گاهشماری تهاجم ژاپن به کره (۱۵۹۸–۱۵۹۲)

نبردهای یی سون شین در سال ۱۵۹۲

قبل از جنگ
| سال  | تاریخ  | رویداد |
| ---- | ------ | --- |
| ۱۵۸۳ |        | دریاسالار کره‌ای یی سون شین قوایی از مردم جورجی (مردم چینی) را در نزدیکی رود تومن شکست داد                                                                                     |
| ۱۵۸۷ |        | یی سون شین بر اثر حسادت و رقابت همکاران در ارتش کره، به درجه یک سرباز ساده تنزل یافت.                                                                                         |
| ۱۵۸۸ |        | تویوتومی هیده‌یوشی سفرایی را به دربار چوسون فرستاد و از آنان درخواست کرد تا به ژاپن برای حمله به دودمان مینگ (چین) کمک کنند.                                                   |
| ۱۵۸۹ |        | تویوتومی هیده‌یوشی به شو نی (۱۵۸۷–۱۶۲۰) از پادشاهی ریوکیو دستور داد تا تجارت را با دودمان مینگ به حالت تعلیق درآورد. اما او قبول نکرده و موضوع را با سفرای مینگ در میان گذاشت. |
| ۱۵۹۰ | ۴ اوت  | محاصره اوداوارا (۱۵۹۰): خاندان هوجوی اخیر شکست خورد و بیشتر دایمیوهای شمالی بدون نبرد تسلیم شدند. جنگ‌های وحدت در ژاپن به پایان رسید.                                          |
|      | اوت    | فرستادگان چوسون به ژاپن رسیدند. |
| ۱۵۹۱ | مارس   | فرستادگان به پادشاهی چوسون (کره) برگشته و تقاضای کمک ژاپن برای حمله به مینگ را رد کردند.                                                                                      |
|      | ۸ مارس | یی سون شین بعد از توصیه ریو سونگ-ریونگ به سمت فرمانده نیروی دریایی چپ استان جولا منصوب شد.                                                                                    |
|      |        | امپراتور وان‌لی (سیزدهمین امپراتور دودمان مینگ) دستور تقویت استحکامات دفاعی ساحلی را داد.                                                                                      |
|      |        | چوسون به دودمان مینگ تقاضایی در مورد کمک فرستاد. |
| ۱۵۹۲ | آوریل  | ارتش ژاپن در قلعه ناگویا دور هم جمع شدند. |

سال ۱۵۹۲:
| تاریخ      | رویداد |
| ---------- | --- |
| ۱۵۹۲ ۲۳ مه | گردان اول ژاپنی‌ها به رهبری کونیشی یوکیناگا و سو یوشیتوشی به بوسان رسیدند.                                                                                             |
| ۲۴ مه      | محاصره بوسان: گردان اول ژاپنی‌ها بوسان را تصرف کردند. |
|            | نبرد دادائجین: گردان اول ژاپنی‌ها یک قلعه ساحلی همجوار را اشغال کردند.                                                                                                 |
| ۲۵ مه      | محاصره دونگ نه: گردان اول ژاپنی‌ها دونگ‌نه را تصرف نمودند. |
|            | گردان دوم ژاپن به رهبری کاتو کیوماسا به بوسان رسیده و شهرهای اولسان، گیونگجو، یونگچئون و گومی را اشغال نمودند.                                                        |
| ۲۹ مه      | گردان سوم ژاپن به هدایت کورودا ناگاماسا به غرب بوسان رسیده و گیم‌هه را قبل از پیشروی به شمال تصرف کردند.                                                               |
| ۳ ژوئن     | نبرد سونگ‌جو: گردان اول ژاپن سونگ‌جو را تحت کنترل خود گرفتند. |
| ۵ ژوئن     | گردان‌های اول و دوم ژاپن در مونگیئونگ به همدیگر رسیدند. |
| ۶ ژوئن     | نبرد چونگجو: گردان اول ژاپن چونگجو (شهری در کره جنوبی، استان چونگچانگ شمالی، جنوب رود هان (کره) امروزی) را تصرف کردند.                                                |
| ۹ ژوئن     | خانواده سلطنتی چوسون هانسونگ (سئول) را ترک کرده و شهر به هرج و مرج افتاد.                                                                                             |
| ۱۱ ژوئن    | گردان دوم کاتو کیوماسا از رود هان عبور کرده به طرف شمال حرکت کرد. |
| ۱۲ ژوئن    | هانسونگ (سئول) به دست گردان اول ژاپن افتاد و گردان دوم نیز چند ساعت بعد رسید.                                                                                         |
| ۱۳ ژوئن    | ناوگان یی سون شین شامل ۳۹ کشتی جنگی یوسو را ترک گفتند. |
| ۱۶ ژوئن    | سومین گردان کورودا ناگاماسا و هشتمین گردان اوکیتا هیده‌ایه به هانسونگ (سئول) رسیدند درحالی‌که پنج گردان دیگر در بوسان پیاده شدند.                                       |
|            | خانواده سلطنتی چوسون به پیونگ یانگ رسیدند. |
| ۱۷ ژوئن    | نبرد اوکپو: یی سون شین و وون کیون ناوگانی شامل پنجاه کشتی ترابری ژاپنی را شکست دادند ولی بعد از دریافت اخباری مبنی بر سقوط هانسونگ (سئول) جدا شده و به خانه بازگشتند. |
| ۷ ژوئیه    | نبرد رود ایمجین (۱۵۹۲): مدافعان کره ای شکست خورده و سه گردان پیشتاز ژاپنی از رود ایمجین گذر کرده و که‌سونگ را تصرف کردند.                                              |
| ۸ ژوئیه    | نبرد ساچئون (۱۵۹۸): یی سون شین بیشتر از ۱۲ کشتی جنگی بزرگ ژاپنی را در ساچئون نابود کرد.                                                                               |
| ۹ ژوئیه    | نبرد دانگپو: یی سون شین ناوگانی متشکل از ۲۱ کشتی جنگی ژاپنی را شکست داد.                                                                                              |
| ۱۶ ژوئیه   | کونیشی یوکیناگا به رود ته‌دونگ رسیده و کورودا ناگاماسا چند روز بعد به او ملحق شد.                                                                                      |
| ۱۸ ژوئیه   | ناوگان کره منحل شده و هر فرمانده برای تجدید قوا به بندر مطبوع خود بازگشت.                                                                                             |
| ۲۳ ژوئیه   | کاتو کیوماسا دو شاهزاده کره‌ای را به اسارت گرفت. |
| ۲۴ ژوئیه   | محاصره پیونگ یانگ (۱۵۹۲): گردان‌های اول و سوم ژاپن پیونگ یانگ را تصرف کردند.                                                                                           |
| ۸ اوت      | دودمان مینگ تصمیم گرفت تا سربازانی را به چوسون بفرستد. |
| ۱۴ اوت     | نبرد جزیره هانسان: یی سون شین، یی اوک گی، و وون کیون ناوگانی از ژاپن را مغلوب کردند.                                                                                  |
| ۲۳ اوت     | نبرد پیونگ یانگ (۱۵۹۲): دودمان مینگ به پیونگ یانگ حمله کرد ولی شکست خوردند.                                                                                           |
| ۱۲ سپتامبر | کونیشی یوکیناگا برای بحث در مورد طرح‌های دفاعی آینده با اوکیتا هیده‌ایه به سمت هانسونگ (سئول) رفت.                                                                      |
|            | یک قرارداد صلح موقت ۵۰ روزه توسط شن ویجینگ (نماینده دودمان مینگ) در پیونگ یانگ امضا شد.                                                                               |
| ۵ اکتبر    | نبرد بوسان (۱۵۹۲): ناوگان یی سون شین ناوگان ژاپن را بمباران کرده و قبل از عقب‌نشینی ۱۳۰ کشتی دشمن را نابود کردند.                                                      |
| ۶ اکتبر    | امپراتور امپراتور وان‌لی فرمانی به سئونجو از چوسون فرستاد و حمایت خود را از بیرون راندن ژاپنی‌ها ابراز کرد.                                                             |
|            | ناوگان یی سون شین منحل شده و او به منظور تجدید قوا به خانه بازگشت. |
| اکتبر      | نبرد هامگیونگ: دومین گردان کاتو کیوماسا هامگیونگ را تصرف کردند. |
| ۱۳ نوامبر  | محاصره جینگجو (۱۵۹۲): گردان هفتم ژاپن در تصرف جینگجو ناکام ماندند. |
| ۲۳ دسامبر  | شن ویجینگ به پیونگ یانگ بازگشته و به ژاپنی‌ها گفت که تا زمانی که آنها به بوسان عقب‌نشینی نکنند، مذاکرات بیشتری در کار نخواهد بود.                                       |
| ۲۰ دسامبر  | کونیشی یوکیناگا به شن ویجینگ گفت که اگر دودمان مینگ به آنها حقوق بندرها ساحلی چین را بدهد، از پیونگ یانگ خارج خواهند شد.                                              |

سال ۱۵۹۳:
| تاریخ        | رویداد |
| ------------ | --- |
| ۱۵۹۳ ۶ فوریه | محاصره پیونگ یانگ (۱۵۹۳): ارتش متفق مینگ – چوسون، شهر پیونگ یانگ را محاصره کرد.                                 |
|              | ۸ فوریه محاصره پیونگ یانگ (۱۵۹۳): اولین گردان کونیشی یوکیناگا از پیونگ یانگ عقب‌نشینی کرد، محاصره به پایان رسید. |
| ۲۷ فوریه     | نبرد بیوکجه‌گوان: پیشروی ارتش مینگ به سمت هانسونگ (سئول) دفع شد.                                                 |
| ۱۸ مه        | ژاپنی‌ها هانسونگ (سئول) را رها کردند.                                                                            |
| ۱۹ مه        | ارتش مینگ هانسونگ (سئول) را پس گرفت.                                                                            |
| ۲۲ ژوئن      | نمایندگان مینگ در ناگویا با کونیشی یوکیناگا مذاکره کردند.                                                       |
| ژوئن         | ژاپنی‌ها به هفده قلعه در ساحل جنوبی کره عقب‌نشینی کردند.                                                          |
| ۲۷ اوت       | محاصره جینگجو (۱۵۹۳): ژاپنی‌ها در جینگجو قتل‌عام به راه انداختند.                                                 |
| ۱ سپتامبر    | هیده‌یوشی تویوتومی دستور خروج چهل هزار سرباز از کره را صادر کرد.                                                 |
| ۱۶ سپتامبر   | بیشتر ارتش مینگ از کره خارج شده و یک نیروی پادگانی شانزده هزار نفری را به جای گذاشتند.                          |
| ۲۴ اکتبر     | پادشاه سئونجو از چوسون به هانسونگ (سئول) بازگشت.                                                                |

سال ۱۵۹۴
| تاریخ      | رویداد                                     |
| ---------- | ------------------------------------------ |
| ۱۵۹۴ آوریل | یی سون شین ۳۹ کشتی ژاپنی را نابود کرد.     |
|            | دسامبر تمام سربازان مینگ از کره خارج شدند. |

سال ۱۵۹۶
| تاریخ         | رویداد |
| ------------- | --- |
| ۱۵۹۶ ۲۲ اکتبر | مذاکرات با شکست روبرو شد زیرا هیده‌یوشی تویوتومی متوجه شد که سفرای مینگ و چوسون برای تواضع در برابر بزرگی تمدن ژاپن حضور نیافتند. |

سال ۱۵۹۷:
| تاریخ       | رویداد                                                                              |
| ----------- | ----------------------------------------------------------------------------------- |
| ۱۵۹۷ ۱ مارس | کاتو کیوماسا با ده هزار نفر در جوکدو پیاده شد.                                      |
| ۲ مارس      | کونیشی یوکیناگا با هفت هزار سرباز به بوسان رسید.                                    |
| ۱۲ آوریل    | یی سون شین دستگیر شده و وون کیون جای او را گرفت.                                    |
| ۱۶ مه       | یی سون شین از زندان آزاد شد.                                                        |
| ۲۰ اوت      | نبرد چیل چول لیانگ: ناوگان کره در نزدیکی بوسان دفع شد.                              |
| ۲۸ اوت      | نبرد چیل چول لیانگ: تقریباً همه ناوگان کره نابود شد، وون کیون و یی اوک گی کشته شدند. |
| اوت         | مجموع نیروهای ژاپنی در کره به ۱۴۱۹۰۰ تن رسید.                                       |
| ۱۱ سپتامبر  | اوکیتا هیده‌ایه با قوای ۴۹۶۰۰ نفری از بوسان به سمت غرب پیش‌روی کرد.                   |
| ۱۳ سپتامبر  | یی سون شین مجدداً به سمت خود گماشته شد.                                              |
| ۲۳ سپتامبر  | محاصره ناموون: ارتش پنجاه هزار نفری ژاپن ناموون را محاصره کردند.                    |
| ۲۶ سپتامبر  | محاصره ناموون: ژاپنی‌ها ناموون را اشغال کردند.                                       |
|             | ژاپنی‌ها هوانگ‌سوکسان را تصرف نمودند.                                                 |
| ۱۶ اکتبر    | نبرد جیکسان: پیشروی ژاپنی‌های به سمت شمال رصد شد.                                    |
| ۲۶ اکتبر    | نبرد میونگ نیانگ: ناوگان ژاپن توسط دریاسالار یی سون شین نابود شد.                   |

سال ۱۵۹۸:
| تاریخ          | رویداد |
| -------------- | --- |
| ۱۵۹۸ ۲۶ ژانویه | یانگ هائو، ما گوی، و کوان یول ارتشی پنجاه هزار نفری را تشکیل دادند.                                              |
| ۲۹ ژانویه      | نخستین محاصره اولسان: نیروی‌های متفق اولسان را محاصره نمودند.                                                     |
| ۱۹ فوریه       | نخستین محاصره اولسان: نیروهای متفق در تصرف اولسان ناکام مانده و عقب‌نشینی کردند. آنها محتمل خسارت‌های سنگینی شدند. |
| ۲۶ ژوئن        | تویوتومی هیده‌یوشی دستور خروج نیمی از سربازان خود را از کره صادر کرد.                                             |
| ۱۸ سپتامبر     | هیده‌یوشی تویوتومی به علت بیماری درگذشت.                                                                          |
| ۱۹ اکتبر       | محاصره سانچئونگ: نیروهای متفق سانچئونگ را محاصره کردند.                                                          |
| اکتبر          | دومین محاصره اولسان: نیروهای متفق اولسان را تحت محاصره قرار دادند.                                               |
| ۲ نوامبر       | دومین محاصره اولسان: نیروی متفق از اولسان عقب‌نشینی کردند.                                                        |
|                | محاصره سانچئونگ: نیروهای متفق از سانچئونگ عقب‌نشینی کردند.                                                        |
| ۶ نوامبر       | نبرد ساچئون (۱۵۹۸): نیروهای متفق ساچئون را محاصره نمودند.                                                        |
| ۱۱ نوامبر      | نبرد ساچئون (۱۵۹۸): نیروهای متفق مجبور شدند تا از ساچئون عقب‌نشینی کنند.                                          |
| ۱۶ دسامبر      | نبرد نوریانگ: ناوگان ژاپن از دریاسالار یی سون شین شکست خورد.                                                     |
| ۲۴ دسامبر      | آخرین کشتی‌های ژاپن کره را ترک کردند.                                                                             |